# Chrono Brake
“Chrono Brake”（クロノ・ブレイク）是史克威尔（今史克威尔艾尼克斯）于2001年11月5日在日本申请的商标。公司于2001年12月5日在美国注册了相似的商标“Chrono Break”，并于2001年12月14日在欧盟注册了同样的商标。尽管官方没有发表公告，但坂口博信称《穿越时空》的开发团队友谊创作一部续作，引发杂志记者对史克威尔开发时空系列新作的猜测。但自商标注册以来，前作的开发职员或离开公司，或参与其它长期项目的制作。史克威尔艾尼克斯没有发表关于续作支持或取消的公告，2012年后全部商标都已过期。

## 历史

### 注册
商标在一篇关于新时空系列游戏讨论的新闻报道发布后注册。在报道中，坂口博信称《穿越时空》的开发团队，特别是加藤正人，有意愿为系列创作一款新游戏，并正在考虑脚本和剧情，但是项目尚未获得许可。加藤之前在《穿越时空》的《Ultimania》攻略本中提到，他想创作一部《穿越时空》后传，圆满完成某些剧情元素与情节主题，但是没有意料的困难致使他们创作《穿越时空》而非后传。注册和坂口博信的评论让电子游戏媒体人认为，《时空之轮》和《穿越时空》的续作正在全面开发。IGN编辑道格拉斯·佩里甚至称“我们几乎可以确定，你将会在2004年看到这个期待已久的庞然大物”。2003年11月13日，商标在美国丢弃。2011年12月14日和2012年7月26日，商标在欧盟和日本过期。

### 官方回应
对新作品的询问随后多到让史克威尔艾尼克斯建立了一个FAQ页面，其中公司称没有处于开发的新游戏，但这并非表示系列的终结。2006年，文章改为对任何系列续作询问的回应。在《穿越时空》发行后，作品的许多核心开发人员离开史克威尔，另立了一个新开发工作室Monolith Soft，该工作室最初属于南梦宫，2013年成为任天堂的第一方开发团队。其它参与作品创作的成员仍然留在史克威尔，并参与由坂口博信——《超时空之轮》的创作者之一——构思的MMORPG《最终幻想XI》。在2003年E3的采访中，该开发团队称他们很想开发一部新时空游戏，但他们必须投入于《最终幻想XI》，故将需要忙碌一长段时间。史克威尔艾尼克斯本地化总监理查德·哈尼伍德解释称，“《最终幻想XI》用了相当长一段时间。我们仍有许多可能的资料片要来做，以及大量的支持。至于时空而言，那很艰巨；但是我们不能同时做两三件事，在同时或相近时间做《FFXI》和另一个时空游戏是很困难的。我们很愿意去做这个，但是，不是现在。”
《时空之轮》总监时田贵司在2003年采访中提到了“时空之轮2”。《时空之轮》开发者堀井雄二在2005年表示没有兴趣让时空系列回归。2007年2月，史克威尔艾尼克斯制作人田中弘道在欧洲促销游戏时参与了几个访谈。田中重复道没有处于开发的游戏，但回归并非毫无可能。
很难再让原开发团队重聚，来创作一款时空系列续作……因为若我们不能让这些人重聚而用其他人代替，我们会感觉到到与我们自己那时的游戏不同，因为由不同的人掌理，我们可能会失去时空精神。——田中弘道
2008年1月，作曲家光田康典评论称，新游戏的创作中“有太多政治参与”，并强调称加藤正人应该参加能落实系列新作品的开发。他称，在系列上他可能会再次参与公司的创作，“如果他们有好的游戏理念”，她才测加藤也同样只是“可能”。

## 后续
《Game Informer》的2008年2月刊将时空系列列为“十大续作请求”的第八位，称游戏为“史克威尔艾尼克斯产品目录的坚实遗产”并问道“什么该死的停滞？！”。在《电子游戏月刊》2008年6月的怀旧刊中，作者杰里米·帕里什称，对于系列电子游戏爱好者，看到时空续作将是最激动的。在2009年5月的首期《Fami通》中，《时空之轮》位列读者票选50个最期待续作游戏的第14名。
在E3 2009，史克威尔艾尼克斯高级副总裁桥本真司评论称“如果人们想要续作，他们应该更多的去购买！”随着史克威尔艾尼克斯在2012年注册商标“Chrono Bind”，Siliconera推测游戏是《Chrono Break》到《Chrono Bind》的改名；但后来证明这只是《最终幻想XIII-2》中一个DLC卡牌游戏的名称。同年，Kotaku对史克威尔艾尼克斯对“Chrono Break”名称无行动表示失望，称DS复刻版《时空之轮》的高销量是公司应该发行系列第三作的理由。